# Casa Amerighi
La casa Amerighi si trova in piazza Santo Spirito 15 a Firenze.

## Storia e descrizione
È un edificio con il fronte dal caratteristico disegno cinquecentesco, con le finestre allineate su due distinti ricorsi di pietra, che si espone per sei assi su tre piani più un mezzanino. Nella semplicità stilistica tipicamente fiorentina, il palazzo ha il pregio di aver conservato integra la sua purezza originaria.
Già della Commenda Aldegais-Augusta dell'Ordine di Santo Stefano papa e martire (fondata nel 1666) pervenne nel 1698 per discendenza indiretta al cavaliere, del medesimo Ordine, Orazio degli Amerighi di Siena, la cui famiglia ebbe qui la prima residenza fiorentina.
Nell'androne si trova l'affresco Venere e Cupido che piangono Adone morto (1634 circa)  di Giovanni da San Giovanni.

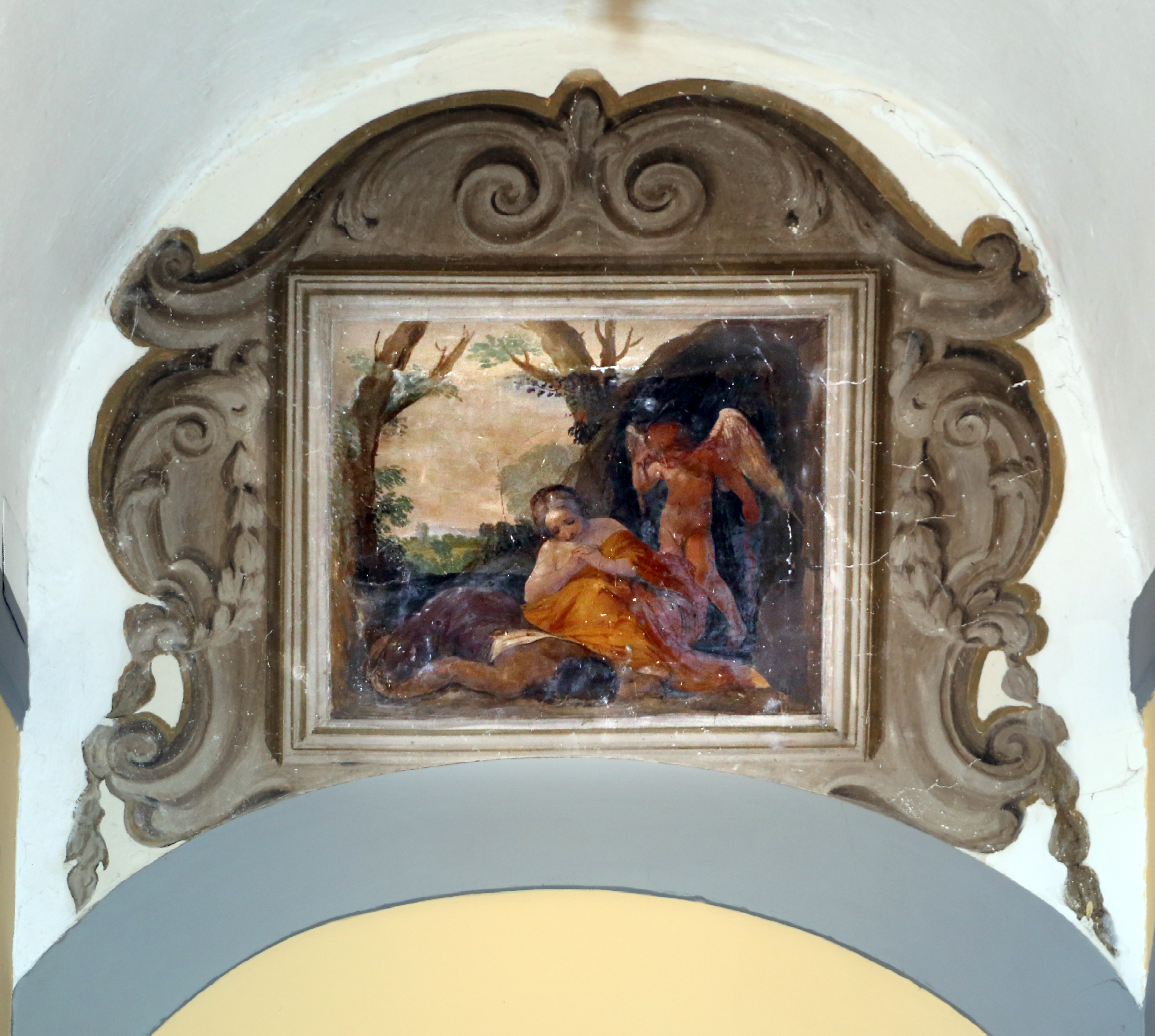
L'affresco di Giovanni da San Giovanni